# 列车保护和警告系统
列车保护和警告系统( 英語： TPWS) 是一种在英国客运干线铁路网络以及澳大利亚维多利亚州使用的列车保护系统。 

英国铁路安全和标准委员会对TPWS的定义是： 
TPWS的目的是在安装TPWS轨道设备的情况下，如果列车满足以下条件，则通过自动施加制动来停止列车：
- 未经授权通过危险信号（冒进信号）
- 高速接近危险信号
- 高速接近线路限速降低的区段
- 接近挡车器太快。

 TPWS的设计目的不是防止冒进信号（SPAD） ，而是避免列车通过危险信号后继续行驶至碰撞点，减轻冒进信号的后果。
此系统的标准配置包括一个安装在轨道上并与信号灯相邻的无线电发射器，当信号灯处于危险状态时激活，通过该信号的列车将启动紧急制动。
高速行驶的列车在冒进信号后可能来不及在碰撞点之前停下来，因此会在接近信号的地方放置第二个发射器，对行驶速度太快而无法及时在信号处停下来的火车进行制动，此做法旨在停止时速不超过 75 mph（120 km/h）的列车。
在信号接近侧添加了第三个发射器的 TPWS+ 被安装在大约 400 个高风险地点， 可对速度100 mph（160 km/h）的列车提供防护。当与“双阻塞”（即连续出现两个红色信号）等信号控制装置一起安装时，TPWS可以在任何实际速度下充分发挥作用。 
TPWS与使用机电技术完成类似任务的列车停止装置不同。此种在挡车器附近（例如线路末端）应用的列车停止装置被称为“沼泽门保护”或“沼泽门控制”。

## 工作原理

### 概述
一对发射无线电波的电子回路放置在信号接近侧 50-450 米处，当信号在危险状态（红灯）时会通电。回路之间的距离决定了车载设备对列车进行紧急制动的最低速度。当火车的 TPWS 接收器经过第一个回路时，计时器开始倒计时。如果在计时器达到零之前通过了第二个回路，则TPWS将激活，制动施加。
如前文所述，信号处还有另一对回路，当信号处于危险状态时激活。无论速度如何，它都会使通过危险信号的列车应用紧急制动。

### 轨上设备

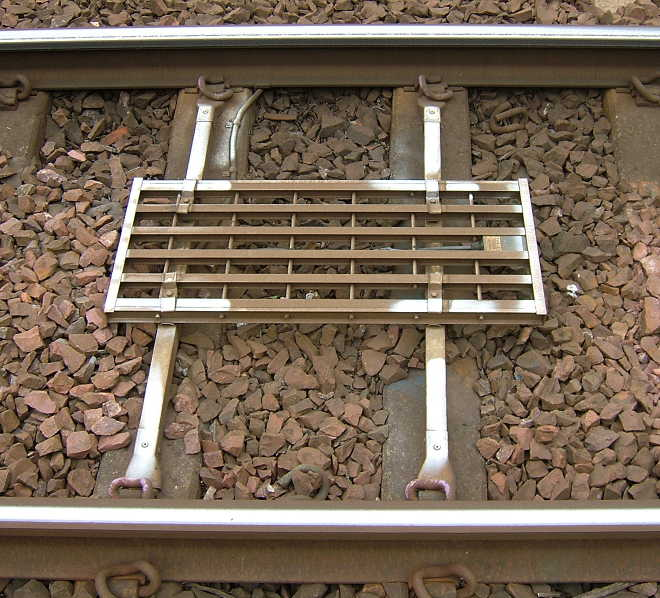
一个TPWS无线电发射器回路，构成超速传感器系统 (OSS) 的一对发射器回路之一

在TPWS的标准配置中有两对回路，通俗地称为“网格”或“烤面包架”。这两对都包含一个“准备（arming）”回路和一个“触发（trigger）”回路。如果信号处于危险状态，则回路将通电。如果信号可通过，回路断电。
第一对回路是超速传感器系统 ( Overspeed Sensor System，OSS)，位置由线路限速与坡度确定。如果列车以安全速度接近危险状态的信号灯，则OSS回路之间的距离不应在小于约一秒的预定时间段内通过，否则制动将被施加。客运列车的具体通过时间为 974 毫秒，货运列车的具体运行时间为 1218 毫秒，具体由列车上的设备决定。货运列车由于其不同的制动特性而使用 1.25 倍长的计时。 
列车首先通过的“准备”回路发射频率为64.25 千赫兹。“触发”回路的频率为 65.25 千赫。
另一对环路和信号位置相邻，称为列车停车系统 (Train Stop System，TSS)。 “准备”和“触发”回路分别工作在 66.25 kHz 和 65.25  kHz。如果车载设备在单独检测到“准备”频率后同时检测到两个频率，则将进行制动。因此，激活的 TSS 在任何速度下都有效，但前提是列车以正确的方向驶过它。由于列车可能需要在发生设备故障等情况下通过危险信号，因此驾驶员可以选择超控 TSS，但无法超控OSS。

### 列车设备
每个主机均配有： 
- TPWS 接收器。
- TPWS 控制面板（标准版或增强版）。
- AWS/TPWS 确认按钮。
- TPWS 临时隔离开关。
- AWS/TPWS 完全隔离开关。

如果回路通电激活，火车底部的天线就会接收射频信号并将其传递到接收器。计时器测量列车通过“准备”和“触发”回路时经过的时间。该时间用于检查速度，如果速度高于 TPWS“设定速度”，则会启动紧急制动。如果列车行驶速度低于 TPWS 设定速度，但随后冒进信号，天线将从通电的列车停止系统回路接收信号，并且将应用制动停止列车。动车组列车的两端各有一个天线。可以单独运行的车辆（单机DMU和铁路机车）只有一根天线。根据车辆移动的方向，该天线可能位于车辆的前部或后部。

### 驾驶室内设备

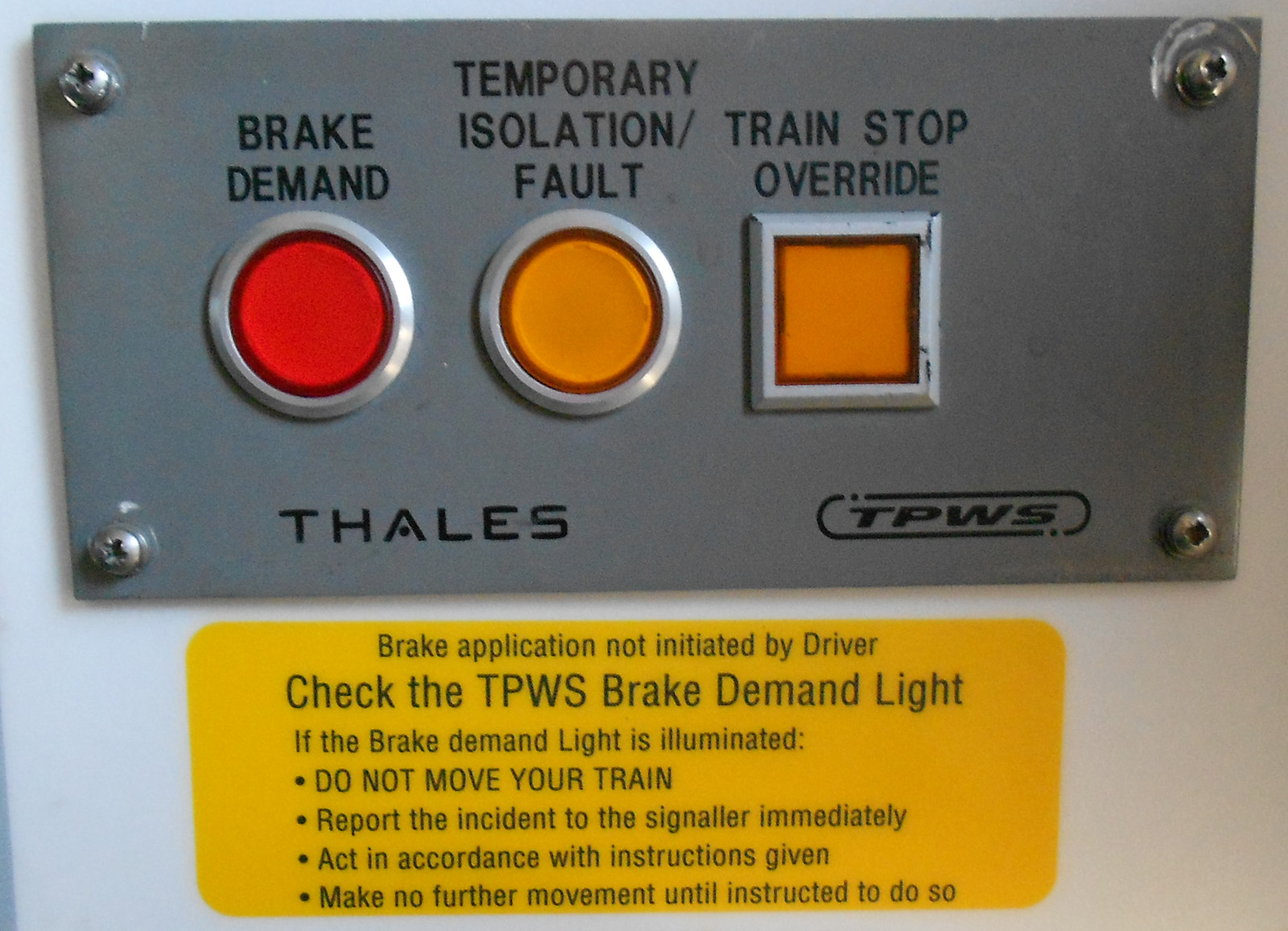
驾驶室中的标准版TPWS面板

每个驾驶室都有一个 TPWS 控制面板，位于驾驶员从驾驶台上可以看到的位置。面板有两种类型，最初的标准版和更新后的增强版，后者针对冒进信号、超速或 AWS引起的制动施加提供单独的指示。 
标准版由两个圆形指示灯和一个方形按钮组成。
标有“Train Stop Override”的按钮用于经过授权地通过危险信号。它会忽略 TPWS的TSS回路约20秒（通常对于客运列车）或60秒（通常对于加速度更小的货运列车），或者直到通过回路（以上述两种情况较早发生的为准）。
AWS系统和TPWS系统是相互关联的，如果其中任何一个系统施加了制动，“Brake Demand”指示灯将闪烁。
如果TPWS系统出现故障，“Temporary Isolation/Fault（临时隔离/故障）”指示灯将闪烁；如果“Temporary Isolation Switch（临时隔离开关）”已激活，则“临时隔离/故障”指示灯将持续亮起。
还有一个单独的 TPWS 临时隔离开关，位于驾驶台处够不到的地方。当列车在例如临时闭塞的恶劣条件下运行时可由驾驶员操作此功能，从而在信号员的授权下通过多个危险信号，临时隔离TPWS不会影响AWS。驾驶员必须在恢复正常运行条件后立即启动TPWS。作为一项安全功能，如果在这之后没人记得打开TPWS，它将在下次驾驶台打开时恢复工作。

## 局限性

### 速度
标准的TPWS配置只能使速度不大于74mph的列车在通过红色信号灯之前停下来 。2001年，据观察，英国大约三分之一的铁路允许速度超过75mph 。此外，这还假设火车的制动系统能够提供12%g 的制动力。  许多列车类型，尤其是HST不符合此情况，它的最高速度为125mph 。
TPWS-A能够对速度高达100mph的列车提供防护 。

### 经过允许时通过危险信号
根据TPWS的工作原理，列车经过一个危险信号后，TPWS无法再去监测列车的速度。然而在这些情况下，驾驶员的行为、列车速度和 TPWS 的使用都受到严格的规定。
出于多种原因，驾驶员可能需要在有权限的情况下通过危险状态的信号灯。信号员会建议驾驶员通过这个信号灯，同时谨慎行驶，准备好在可能的障碍物前停车，然后遵守所有其他信号。在行驶前，驾驶员需按下TPWS面板上的“Trainstop Override”按钮，这样列车就可以通过信号而不会触发TPWS制动。
然后，驾驶员必须以能够在目视距离内停下来的速度行驶，即使该区间看起来没有任何问题，他们仍然要保持谨慎。 

### 轨道状况
TPWS 未能阻止2021 年索尔兹伯里铁路事故，尽管火车进行了完全紧急制动，但湿滑的轨道导致车轮打滑，因此火车没有在碰撞点之前停下来。（ATP也无法阻止此类事故）。 